# Richard Barber
Richard Barber – brytyjski historyk (doktor) i pisarz specjalizujący się w dziejach politycznych oraz literaturze średniowiecznej Europy. Laureat nagrody Somerseta Maughama za monografię The Knight and Chivalry (1970).

## Wydane książki (wybór)[1]
- The Knight and Chivalry (tłumaczenie na język polski wydane w 2014 w dwóch częściach: Od wojownika do rycerza, Rycerstwo i zakony rycerskie)
- The Arthurian Legends
- King Arthur: Hero and Legend